# К югу от границы, на запад от солнца
«К югу от границы, на запад от солнца» (яп. 国境の南、太陽の西 коккё: но минами, таиё: но ниси) — роман Харуки Мураками. Опубликован в 1992 году.
Рассказ о молодом преуспевающем человеке по имени Хадзимэ, владельце джазового бара, который спустя много лет встречает свою подругу детства — Симамото. В своё время он был в неё влюблён. Страсть просыпается вновь. Но жизненные обстоятельства складываются так, что этой любви не суждено воскреснуть.
Авторы перевода романа на русский язык — Иван и Сергей Логачёвы.